# EAR-Klasse 59
Die Fahrzeuge der Klasse 59 der ehemaligen East African Railways (EAR) sind Dampflokomotiven der Bauart Garratt. Sie gelten als die größten und schwersten jemals für eine afrikanische Eisenbahn gebauten Lokomotiven und sie sind zugleich die weltweit größten Lokomotiven für Meterspur.

## Geschichte
Die Anfang des 20. Jahrhunderts gebaute meterspurige Eisenbahnstrecke der Kenya and Uganda Railways (KUR) von Mombasa in Kenia nach Kampala in Uganda hat ein sehr anspruchsvolles Streckenprofil. Von Meereshöhe steigt die Strecke über das etwa 1600 m hoch gelegene Nairobi auf 2743 m an, bevor sie wieder zum etwa 1150 m hoch gelegenen, am Viktoriasee gelegenen Kampala abfällt.
Die zuerst eingesetzten zwei- und dreifach gekuppelten Tenderlokomotiven konnten nicht viel mehr als ihre eigene Masse über die stärksten Steigungen der Strecke bewegen, so dass Mallet-Lokomotiven mit der Achsfolge C’C für die Steilstrecken sowie 2’D-Schlepptenderlokomotiven für die flacheren Abschnitte beschafft wurden.
Nachdem die KUR den erfolgreichen Einsatz von Garratt-Lokomotiven bei anderen Bahnen beobachtet hatte, beschaffte die Bahn 1926 die ersten eigenen Garratts (Klasse EC). Das Laufwerk basierte auf dem der 2’D-Lokomotiven, wobei jeweils noch eine Laufachse ergänzt wurde, so dass erstmals eine Garratt mit der später sehr erfolgreichen Achsfolge (2’D1’)(1’D2’) entstand. Die Lokomotiven bewährten sich ausgezeichnet, und die Bahn beschaffte – abgesehen von zwei Baureihen – in der Folge nur noch Garratt-Lokomotiven.
1948 entstanden die East African Railways (EAR) aus dem Zusammenschluss der KUR und der Tanganjika Railways. Die EAR übernahm zahlreiche Garratt-Lokomotiven, vor allem von der KUR, und führte ein neues Bezeichnungssystem ein, wobei die Garratt-Lokomotiven den Klassen ab 50 zugeordnet wurden. Die EAR setzte die Beschaffungspolitik der KUR fort und beschränkte sich bei neuen Lokomotiven auf die Bauart Garratt.
Anfang der 1950er Jahre erreichte das Verkehrsaufkommen im Abschnitt Mombasa–Nairobi die Leistungsgrenze der vorhandenen Lokomotiven, und der Abschnitt entwickelte sich zum Engpass für den Im- und Export über den Hafen von Mombasa. Es wurde erwogen, die Strecke zweigleisig auszubauen oder zu elektrifizieren, dies hätte aber zu lange gedauert und zu hohe Kosten verursacht.
Untersuchungen und Berechnungen ergaben, dass der bestehende Oberbau deutlich größere Lokomotiven zuließ, als zu dieser Zeit im Einsatz waren. Die damals stärksten Garratt-Maschinen (Klasse 54) hatten eine Achslast von 14,2 t, die Einrahmenlokomotiven der Klasse 28 wiesen 17,8 t auf. Die Untersuchungen zeigten jedoch, dass das Gleis eine mittlere Achslast von 20,3 t aushalten würde. Auf dieser Basis wurde bei Beyer-Peacock eine Garratt-Lokomotive in Auftrag gegeben, die in ihrer Achslast und Zugkraft sogar die für die russische Breitspur gebaute Garratt der Baureihe Я der sowjetischen Staatsbahnen übertraf. Noch vor der Lieferung der 1950 bestellten neun Maschinen wurde die Bestellung auf 34 Stück erhöht.
Alle Lokomotiven wurden im Jahr 1955 geliefert und als Klasse 59 bezeichnet. Es waren die letzten von der EAR beschafften Dampflokomotiven, denn die Klasse 60 war bereits vor der Lieferung der Klasse 59 entstanden. Alle 34 Lokomotiven der Klasse 59 wurden nach ostafrikanischen Bergen benannt, weswegen die Klasse auch als »Mountain-Klasse« bekannt war.

## Technische Merkmale
Die Lokomotiven weisen die Achsfolge (2’D1’)(1’D2’), auch »Double-Mountain« genannt. Mit dieser Achsfolge wurden auch andere große Garratt-Baureihen gebaut. Nur wenige Garratts erhielten Drehgestelle an Stelle der inneren Laufachsen und damit die Achsfolge (2’D2’)(2’D2’), allerdings weniger um eine hohe Leistung zu erzielen als um die Achslasten in Grenzen zu halten. Eine von der EAR als Klasse 61 geplante Bauart mit dieser Achsfolge, die die Klasse 59 in Leistung und Zugkraft noch deutlich übertroffen hätte, ist nicht mehr realisiert worden.
Der Kessel der Klasse 59 hat einen Durchmesser von 2286 mm – mehr als das Doppelte der Spurweite und genauso viel wie die bereits erwähnte sowjetische Garratt. Dies führte wegen des engen Profils zu einigen konstruktiven Problemen; im Großen und Ganzen wiesen die Lokomotiven jedoch gegenüber anderen Garratts aus dem Haus Beyer-Peacock keine technischen Besonderheiten auf.
Die Treib- und Kuppelräder erhielten wie bei den Klassen 57 und 58 einen Durchmesser von 1372 mm. Die Spurkränze der beiden inneren Kuppelradsätze waren geschwächt, um das Durchfahren engerer Bögen zu ermöglichen (bei den Vorgängerbauarten hatten diese Räder überhaupt keine Spurkränze). Die jeweils dritte Kuppelachse, von den Zylinderblöcken aus gezählt, ist die Treibachse. Erstmals bei einer für Afrika gebauten Lokomotivbaureihe waren die Achs- und Stangenlager Rollenlager.
Die Lokomotiven würden mit Ölfeuerung geliefert, sind jedoch für den Umbau auf Kohlefeuerung mit mechanischer Rostbeschickung (Stoker) vorgesehen, für den Fall, dass sich die Versorgungslage ändert. Die Lokomotiven konnten 39 m³ Wasser und 12,27 m³ Öl mitführen. Sie erhielten die in Ostafrika übliche englische Hakenkupplung und eine Druckluftbremse.
Wie schon die Klasse 57 (Klasse EC3 der KUR) und alle nachfolgend für Ostafrika gebauten Garratt-Lokomotiven war auch die Klasse 59 für die Umspurung auf Kapspur vorbereitet, da in dieser Zeit eine Verbindung des ostafrikanischen Meterspur- mit dem Kapspurnetz des südlichen Afrikas abzusehen war. Dazu erhielten die Radsterne etwas breitere Radkränze, so dass zur Umspurung lediglich geänderte Radreifen aufgeschrumpft werden mussten sowie die Position der Bremsklötze angepasst werden musste. Außerdem waren diese Lokomotiven für den Einbau der im südlichen Afrika verwendeten Janney-Kupplungen in höherer Lage als die Hakenkupplung vorbereitet. Zu einer solchen Umspurung ist es bisher jedoch nicht gekommen, obwohl die Kapspur mit der TAZARA schon 1976 Daressalam erreicht hat.
Anstelle der Beschaffung der oben erwähnten Klasse 61 entschied man sich dafür, die Leistung der vorhandenen Lokomotiven durch den Einbau von Giesl-Ejektoren zu steigern. Nach ersten Erprobungen in den Jahren 1957 bis 1959 wurden ab 1960 alle vorhandenen Garratt-Lokomotiven der EAR umgebaut, wobei der größte Teil der Klasse 59 erst 1962 an der Reihe war. Die Leistungen der umgebauten Maschinen waren deutlich höher, so dass sogar in den Fahrplänen zwischen umgebauten und nicht umgebauten Lokomotiven unterschieden werden musste.

## Erhaltene Lokomotiven
Die Lokomotiven der Klasse 59 waren noch bis etwa 1980 im täglichen Einsatz. Zwei Exemplare der Klasse 59 sind erhalten. Während die Lokomotive Nr. 5930 »Mount Shengena« nur äußerlich instand gesetzt im Nairobi Railway Museum steht, wurde die Nr. 5918 »Mount Gelai« im Jahr 2001 aus dem Museum geholt und wieder in einen betriebsfähigen Zustand versetzt. Sie fährt meist mit Touristenzügen, wurde aber auch schon als Ersatz für ausgefallene Diesellokomotiven verwendet.
Die Zukunft dieser Lokomotive ist offen. Die Privatisierung der Kenya Railways im Jahr 2006 wird den Betrieb von Dampfzügen möglicherweise vorübergehend unterbrechen; die befürchtete vollständige Einstellung des Personentransports und damit auch des Betriebs von Dampfsonderzügen zugunsten eines reinen Güterverkehrs ist jedoch vom Tisch.

## Die Klasse 59 im Vergleich
Nur eine einzige Garratt-Lokomotive war noch größer und schwerer als die Klasse 59 – das bereits erwähnte, 1932 für die Sowjetischen Eisenbahnen (SZD) gebaute Einzelstück Я-01. Doch sogar diese riesige, für die russische Breitspur gebaute Lokomotive hatte – bei gleicher Achsfolge – eine etwas geringere Achslast (20 statt 20,3 Tonnen) und damit auch eine geringere Zugkraft als die Klasse 59. Zudem war sie offenbar kein Erfolg und soll schon 1937 zerlegt worden sein.
Die nach der Klasse 59 größten Garratts sind die acht ab 1929 gebauten Kapspur-Maschinen der Klasse GL der South African Railways, die jedoch mit 19 t Achslast auskommen mussten. Etwas kleiner, aber schwerer als die Klasse GL, sind die Lokomotiven der Klassen 20 und 20A der Rhodesian Railways (heute National Railways of Zimbabwe). Mit etwa 268 t sind die australischen Garratts der NSWGR-Klasse AD60 noch schwerer als die EAR-Klasse 59; ihre Zugkraft liegt jedoch wegen der vergleichsweise geringen Achslast von etwa 16 t unter der der genannten Lokomotiven.

## Namen
Die Lokomotiven wurden nach Namen von Bergen in Ostafrika benannt.
- 5901 Mount Kenya
- 5902 Ruwenzori Mountains
- 5903 Mount Meru
- 5904 Mount Elgon
- 5905 Mount Muhavura
- 5906 Mount Sattima
- 5907 Mount Kinangop
- 5908 Mount Loolmalasin
- 5909 Mount Mgahinga
- 5910 Mount Hanang
- 5911 Mount Sekerri
- 5912 Mount Oldeani
- 5913 Mount Debasien
- 5914 Mount Londiani
- 5915 Mount Mtorwi
- 5916 Mount Rungwe
- 5917 Mount Kitumbeine
- 5918 Mount Gelai – letzter aktiver Einsatz vor Sonderzug etwa im Jahr 2011, hinterstellt für Nairobi Railway Museum
- 5919 Mount Lengai
- 5920 Mount Mbeya
- 5921 Mount Nyiru
- 5922 Mount Blackett
- 5923 Mount Longonot
- 5924 Mount Eburu
- 5925 Mount Monduli
- 5926 Mount Kimhandu
- 5927 Mount Tinderet
- 5928 Mount Kilimanjaro
- 5929 Mount Longido
- 5930 Mount Shengena – nicht betriebsfähig im Nairobi Railway Museum
- 5931 Ulguru Mountains
- 5932 Ol'donyo Sabuk
- 5933 Mount Suswa
- 5934 Menengai Crater